# Vicente Asencio
 (avril 2025).
Si vous disposez d'ouvrages ou d'articles de référence ou si vous connaissez des sites web de qualité traitant du thème abordé ici, merci de compléter l'article en donnant les références utiles à sa vérifiabilité et en les liant à la section « Notes et références ».
Pour les articles homonymes, voir Asencio.
Vicente Asencio y Ruano (né le 29 octobre 1908 à Valence, et mort le 4 avril 1979 dans la même ville) est un compositeur espagnol. Il a notamment écrit pour guitare, dont l'œuvre Col·lectici Íntim (datant de 1965) l'une des plus belles pièces pour cet instrument[non neutre], mais aussi pour violon, piano et orchestre.

## Biographie
Il naquit dans la ville de Valence le 29 octobre 1908, au sein d'une famille nombreuse. Il grandit tout d'abord à Castellón de la Plana, où Il commence à étudier la musique avec son père et avec le violoniste Emili Bou, puis il va à Barcelone afin de poursuivre ses études musicales à l'École Municipale de Musique et à l'Académie Marshall (il obtient également  dans cette ville les diplômes d'enseignement). Il joue notamment du piano. Il revient en 1929 à Castellón pour enseigner dans un orphelinat et pour jouer de la musique. Il crée dans cette ville un conservatoire avec des amis.
C'est à cette époque qu'il se met à composer sérieusement. Il quitte la ville de Castellón avec sa femme Matilde Salvador pour aller vivre à Valence au cours de l'année 1940. Vicente Asencio devient professeur au conservatoire de cette ville en 1950. Il meurt le 4 avril 1979, âgé de 70 ans. Quelques mois plus tard, en hommage au compositeur, Valence donne son nom à une rue de la ville, ainsi que Castellón de la Plana.

## Œuvres et style
Il a composé sa première œuvre à 5 ans. En 1932, il écrit un quatuor à cordes, puis, 7 ans plus tard une sonate pour violon et piano. Au cours des années 1940, il compose des œuvres pour piano, comme l' Elegía a Manuel de Falla, et pour orchestre, comme la Pastoral. Dans le domaine de la guitare, outre la belle Collectici Íntim, nous pouvons citer la Suite de homenajes, la Canço d'hivern, le tango de la Casada et les suites Valenciana et Mística.
Son style de musique est assez tardif, il utilisera la tonalité dans ses compositions jusqu'à sa mort en 1979 (ses compositions font penser aux œuvres de guitares du début du XXe siècle). Il use également beaucoup de la musique populaire espagnol et du folklore local qu'il apprécie infiniment. Vicente Asencio est un compositeur méconnu du monde de la musique, sa principale pièce Collectici Íntim, très jouée parmi les guitaristes, est presque plus célèbre que l'homme qui l'a composée. On ne trouvera presque jamais le nom d'Asencio dans un dictionnaire musical, sauf si celui-ci est espagnol.